# Frontera entre Albania y Macedonia del Norte
La frontera entre Albania y Macedonia del Norte es una frontera formal reconocida por ambos países y por la esfera internacional. Se extiende por 151 km en dirección norte-sur, girando al este de la parte más central de Albania.
Históricamente, ha habido pocos periodos en que ambos territorios mantuviesen relaciones como estados soberanos, siendo Albania un territorio gobernado por muchos señores y caudillos mientras que el territorio de la actual República de Macedonia del Norte era un territorio dependiente que cambió muchas veces de propietario, desde búlgaro, serbio, bizantino hasta otomano, periodo en que ambos territorios estuvieron bajo el gobierno de Estambul.
La frontera actual data del establecimiento de relaciones formales entre la recién independizada Macedonia (como 'Antigua República Yugoslava de Macedonia') y la actual República de Albania cuando la primera proclamó su independencia de la República Federativa Socialista de Yugoslavia en 1991. Albania reconoció rápidamente al nuevo estado y firmaron tratados de reconocimiento fijando la frontera entre ambos países en la misma zona que antes suponía la frontera entre Albania y la República Socialista de Macedonia cuando esta era una república constituyente de Yugoslavia.

## Características

### Frontera principal
La frontera albanomacedonia se extiende a lo largo de 151 kilómetros, al este de Albania y el oeste de Macedonia del Norte. Comienza en el norte, cerca del final de los Montes Šar, poco antes de llegar al Monte Korab, punto más alto de ambos países. La frontera continua rumbo sur atravesando el lago Ohrid (u Ocrida) y siguiendo hasta el lago Prespa, donde finaliza.
Divisiones administrativas de oeste a este, cruzando la frontera:
- Macedonia del Norte (Regiones estadísticas)
  - Región de Polog (Municipios)
    - Municipio de Gostivar (Urbano)
    - Municipio de Mavrovo y Rostuša (Rural)

  - Región del Sudoeste
    - Municipio de Debar (U)
    - Municipio de Centar Župa (R)
    - Municipio de Struga (U)
    - Municipio de Vevčani (R)
    - Municipio de Debarca (R)
    - Municipio de Ocrida (U)

  - Región de Pelagonia
    - Municipio de Resen (U)

- Albania (Condados)
  - Condado de Kukës (1913-2000: Distritos; 2000-hoy: Municipios)
    - Municipio de Kukës

  - Condado de Dibër
    - Municipio de Dibër
    - Municipio de Bulqizë

  - Condado de Elbasan
    - Municipio de Librazhd
    - Municipio de Prrenjas

  - Condado de Korçë
    - Municipio de Progradec
    - Municipio de Pustec
    - Municipio de Devoll

### Lagos Prespa
Los lagos Prespa («Ocrida» u «Ohrid» al norte y «Prespa» al sur) suponen una división fronteriza natural que separa los estados soberanos de Albania y Macedonia del Norte. Además, en el caso del lago más meridional, el Prespa, supone también una división entre ambos países y la República Helénica.

## Historia
La frontera actual data del reconocimiento mutuo como estados soberanos que se mantienen Albania y Macedonia del Norte desde la independencia de esta última en 1991. Antes de ello, la frontera entre ambos territorios apenas ha variado en todo el siglo XX. Desde comienzos del siglo, durante el cual Serbia tuvo dominio sobre la zona que hoy en día es la República de Macedonia del Norte.

## Principales pasos fronterizos

### Pasos terrestres
Todos los pasos están expresados con la localidad albanesa a la izquierda y la macedonia a la derecha:
- Bllatë (Dibër) – Spas (Debar)
- Qafë Thanë (Pogradec) – Ќafasan (Struga) (Paso principal)
- Tushemisht (Pogradec) – Sveti Naum (Ohrid)
- Goricë (Pustec) – Stenje (Resen)